# Municipio de Hudson (Carolina del Norte)
El municipio de Hudson (en inglés: Hudson Township ) es un municipio ubicado en el  condado de Caldwell en el estado estadounidense de Carolina del Norte. En el año 2010 tenía una población de 12.628 habitantes.

## Geografía
El municipio de Hudson se encuentra ubicado en las coordenadas 35°50′40.47″N 81°29′38.34″O / 35.8445750, -81.4939833.